# Istoria educației în România

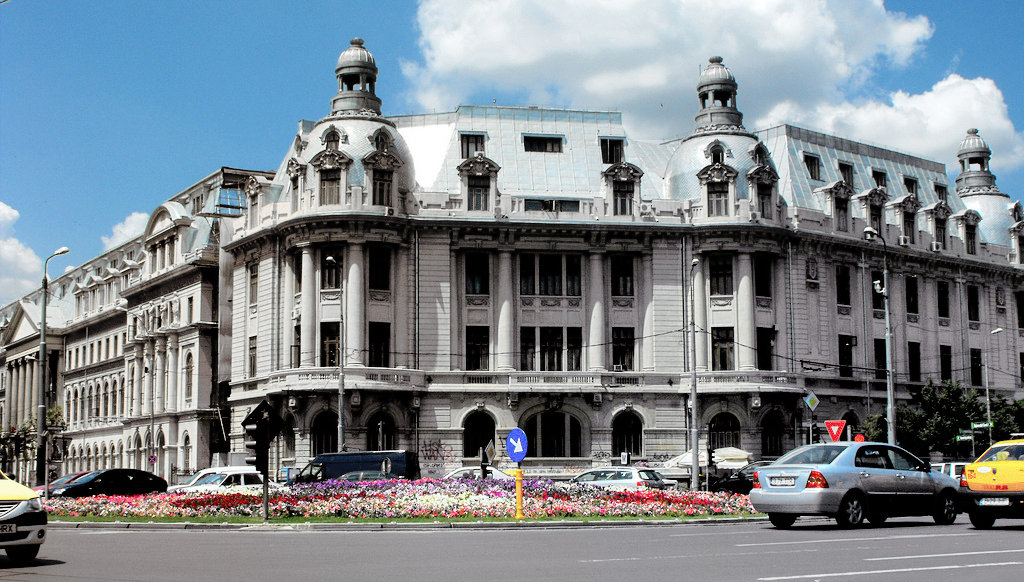
Universitatea din București.

Istoria învățământului românesc este parte integrantă a istoriei pedagogice privind sistemul educațional românesc. Evoluția istorică a sistemelor de învățământ a urmărit îndeaproape modificările de sistem politico-administrativ al formațiunilor statale de pe actualul teritoriu al României.

## Privire generală istorică

### Etapa școlilor medievale
Cea mai veche școală de pe teritoriul României este menționată în anul 1380 la Sibiu. Din anul 1449 este atestată poziția exactă a școlii respective. În anul 1522 este atestată Școala din deal din Sighișoara, iar în 1541 este atestat gimnaziul superior săsesc din Brașov.

### Epoca modernă
După Reforma protestantă instituțiile de învățământ din Transilvania au cunoscut un avânt deosebit, Colegiul Bethlen din Aiud și Colegiul Reformat din Târgu Mureș desfășurând o activitate didactică de nivel european.
Prima școală superioară în limba română a fost înființată la Făgăraș în anul 1657 de Zsuzsanna Lorántffy.
În Țara Românească și Moldova, cu câteva excepții de marcă (printre care cazurile lui Vasile Lupu sau Iacob Heraclid), in această perioadă, nu s-au depus eforturi pentru a înființa școli, iar populația a rămas aproape în întregime analfabetă.

### După 1821
Începutul procesului de formare a statului român modern, după Revoluția de la 1821 condusă de Tudor Vladimirescu a dus și la inițierea procesului de construcție a unor sisteme educaționale și de învățământ naționale, proces care s-a desfășurat pe toată perioada secolului XIX-lea. Astfel au apărut și s-au dezvoltat diferitele tipuri de instituții de învățământ (școli elementare, gimnazii, colegii, pensioane, universități, etc.). Totodată au apărut o serie de legi de organizare și funcționare a acestui sistem (Regulamentul Organic, legea lui Cuza, legile lui Spiru Haret și altele. Învățământul în această perioadă e unul destul de „elitist” deoarece accederea în formele sale superioare și chiar în cele de bază presupunea o anumită stare materială, pe care cea mai mare parte a populației nu o avea.

### După crearea României Mari
În perioada de după primul război mondial principala provocare a constituit-o integrarea diferitelor sisteme educaționale, ca urmare a realizării statului național unitar român. Sistemul de învățământ atinge un nivel înalt de maturitate, reușindu-se integrarea unui număr semnificativ din populația țării într-o formă organizată de învățământ. Învățământul primar era obligatoriu și gratuit pentru toți cetățenii, totuși analfabetismul afecta încă o proporție semnificativă a populației (în special segmentele vârstnice).

### După 1945
După cel de-al doilea război mondial și instaurarea regimului comunist, sistemul educațional liberal a fost înlocuit cu un sistem de tip sovietic, bazat pe ideologie și îndoctrinarea de masă. În condițiile „deschiderii” din perioada 1965-1975 sistemul de învățământ românesc a fost reformat printr-o serie de măsuri vizând renunțarea la ideologizarea excesivă, recuperarea unor tradiții naționale, studiul limbilor străine și al științelor exacte, conectarea la evoluțiile din Occident etc. S-a reușit astfel eliminarea practic a analfabetismului concomitent cu obligativitatea și gratuitatea învățământului până la nivel liceal sau profesional. 
Da, invatamantul universitar nu era obligatoriu dar era gratuit. Chiar mai mult decat gratuit, sustinut prin diverse burse, functie de venitul parintilor.

## Educația înainte de 1800
Caracteristica principală a sistemului educațional din Țările Române până la începutul epocii moderne, este cvasi-absența sa de-a lungul întregii perioade. Se menționează unele încercări timide, limitate ca scop și cu durată efemeră ale unor domni, principi sau conducători religioși de a înființa o serie de instituții cu rol educațional, dar acestea au fost foarte puține și fără realizări notabile la scara societății. Aceaste „școli” sau „academii” ofereau o educație predominat de natură religioasă, precum și câteva noțiuni de educație științifică elementară (scrisul, cititul, operațiile aritmetice de bază, unele limbi străine, elemente de geografie, etc.) Limbile de predare au fost de regulă greaca și slavona (în Țara Românească și Moldova) și latina în Transilvania.
Primele așezăminte de tip școlar au apărut pe lângă mănăstiri și aveau ca scop învățarea scrisului în limba slavonă, necesar întocmirii documentelor și corespondenței oficiale. Din aceste „școli de chilie” cum le numea Nicolae Iorga au provenit tahigrafii Atanasie și Paladie or Mircea caligraful, din Moldova secolului al XV-lea.
Tot cam din aceeași perioadă sunt menționate și primele elemente ale unui învățământ profesional cum ar fi școlile de meserii care pregăteau meșterii îmbrăcători în argint ai cărților și ai icoanelor de catapiteasmă sau școala de musică, de  psaltichie, a cîte unui diac domnesc care învăța la șapte glasuri.
Școala era văzută mai degrabă ca o pedeapsă, iar școlarii erau înmatriculați prin procedee mult diferite de cele moderne. După cum arată o cronică a vremii se recrutau învățăcei, copii prinși, furați de prin sate, din care se făceau oameni de treabă, vlădici și egumeni și preuți și diaconi pre la svintele mănăstiri.
Cercetările istorice au demonstrat că primii voievozii si cnezii români din Maramureș știau să scrie în slavonește. De asemenea domnii, atât în Moldova cât și în Țara Românească învățau carte. Chiar aceia care nu puteau scrie erau datori să știe să vorbească slavonește.
Diaconul Coresi, argumenta și el în Psaltirea sa, prima în limba română, apărută în 1577, necesitatea învățământului și a tipăriturilor în limba vorbită de majoritatea populației:
„Cu mila lui Dumnezeu eu diacon Coresi, deacă văzuiu că mai toate limbile au cuvântul lu Dumnezeu în limbă, numai noi rumânii n-avăm; și Hristos zise: cine ceteaște să înțeleagă și Pavel apostol încă scrie, că întru besearecă mai vârtos cinci cuvinte cu înțelesul mieu să grăiesc, ca și alalți să învăț decât întunearec de cuvinte neînțelease într-alte limbi. Derept aceeia, frații miei, preuților, scrisu-v-am aceaste psăltiri cu otveat de-am scos de-n psăltirea sârbească pre limbă rumânească să vă fie de învățătură și grămăticilor. Și vă rog ca, frații miei, să cetiți și bine să socotiți că veți vedea că e cu adevăr.”

Dimitrie Cantemir, în cunoscuta sa operă Descriptio Moldaviae apărută în 1716, menționa următoarele aspecte referitoare la atitudinea moldovenilor față de cultura scrisă:
„Pe de altă parte, moldovenii nu numai că nu iubesc învățătura, dar aproape toți o urăsc. Nici măcar numele științelor și artelor nu le sunt cunoscute. Ei cred că învățații nu pot fi cu mintea întreagă în așa măsură încât, atunci când vor să laude știința cuiva, spun că a ajuns nebun de prea multă învățătură. În această privință o vorbă proastă, care se aude des în gura moldovenilor, este că învățătura e treaba preoților, mireanului îi e de ajuns să învețe să citească și să scrie, să știe să-și semneze numele, să-și poată însemna în condică boul alb, negru, cornut, caii, oile, vitele, stupii și ce altele mai sunt; mai departe este cu totul de prisos.”
În Moldova, un Colegiu Latin (Schola Latina) este fondat la Cotnari, lângă Iași, de către Iacob Eraclide, apoi, tot la Cotnari a funcționat în vremea lui Petru Șchiopul (1574 – 1578), o altă școală latină, cu profesori iezuiți aduși din Polonia. La 1634, este înființată la Iași, de către domnitorul Vasile Lupu, Academia Vasiliană, cu predare în limbile slavonă și latină, organizată după modelul Academiei Movilă din Kiev (creată de mitropolitul Petru Movilă), de unde i-au și fost trimiși profesori. În cele din urmă, în 1707, Antioh Cantemir fondează Academia Domnească din Iași, cu predare in limba greacă, o instituție similară cu Academia Domnească de la București.
La rândul său, Constantin Mavrocordat, nemulțumit de analfabetismul și lipsa de pregătire teologică ce domneau în rândul clerului, dispunea la 1741, o serie de măsuri pentru ridicarea nivelului cultural al acestora: „Poruncit-au de au adus și cărți pe-nțeles din Țara Românească, căci în Moldova nu se aflau Evanghelii, Apostole și Liturghii, dând poruncă mitropolitul aceste cărți să le citească pe-nțeles pe la biserici, mai poruncind domnul mitropolitului și episcopilor să facă tipografii fieștecare la eparhia lui, ca să se tipărească cărți pe înțeles. […] Care, la aceasta au lăsat mare pomenire în țările acestea”.
În Țara Românească, istoria învățământului superior, a început la sfârșitul secolului 17-lea. Constantin Brâncoveanu, domnitorul Tării Românești, a fondat Academia domnească de la București in 1694. Educația a fost disponibilă numai în limba greacă. În 1776, Alexandru Ipsilanti, domnitorul Țării Românești, a introdus noi cursuri în cadrul Academiei. De la acea dată, franceza și italiana au început să fie predate de asemenea. învățământul privat a fost, de asemenea disponibil. 
Încă din secolul al XIV-lea, sașii din Transilvania au început să înființeze școli primare, astfel că la începutul secolului al XVI-lea exista câte o școală primară în aproape fiecare comună săsească. În 1541 s-a înființat primul gimnaziu săsesc, iar în anul 1722 s-a introdus învățământul obligatoriu pentru națiunea săsească.  Arhivat în 30 aprilie 2008, la Wayback Machine.
În Transilvania, conform regulilor austriece, cea mai mare parte a educației a fost fie în limba germană sau latină. Structurile medievale, cum ar fi șerbia și un puternic sistem de breasle au supraviețuit până în secolul al 19-lea. Astfel, a fost o educație religioasă sau de breaslă. Alfabetizare a fost destul de scăzută, în toate provinciile românești.
Educația modernă, cu toate acestea, începe să apară și în Transilvania, in Arad, unde a fost înființată prima școală pedagogică românească de pe teritoriul României moderne, în 1812. În Bucovina, Liceul Teologic, care mai târziu a devenit Universitatea din Cernăuți a fost format pe regulile austriece.

## Regulamentul școlilor din Țara Românească (1776)
Regulamentul a fost introdus de domnitorul Alexandru Ipsilanti, fiind prima încercare de reglementare coerentă a sistemului educațional. Principalele sale prevederi se refereau la:
- corpul profesoral: „Dascălii să se așeze totdeauna în număr de șase, învățați fiind pentru fiecare fel de obiect, însă: doi pentru gramatică, unul pentru matematică sau aritmetică, geometrie și astronomie încă și istorie; unul pentru științele naturale, unul pentru religie și unul pentru limba latină veche și italiană. Științele naturale să se învețe în limba elină, urmând pe Aristotel și pe comentatorii lui, iar matematicele, de nu se va putea să se învețe cum se cuvine în limba elină, să fie predate și în limba latină sau în limba italiană, care din ele se va socoti mai prețioasă.”[9] Erau precizate totodată și criteriile după care se stabileau veniturile acestor dascăli și anume: „după predare și valoarea lui personală, după judecata și hotărârea înălțimii sale”.[10]
- sprijinirea elevilor fără posibilități, introducându-se pentru prima dată un sistem de burse acordate de domnitor, câte doisprezece burse pentru fiecare din cei cinci ani, deci un total de 60 de burse, „pentru ca lipsiți de orice altă grijă și nepreocupați de cele necesare pentru viață să aibă neîntrerupt în vedere învățarea lecțiilor”[11]
- proveniența elevilor. În acest sens reglementarea era una restrictivă, accesul în academie fiind permis „doar copiilor de neam bun, adică copii boerilor în lipsă, sau urmașii boerilor numiți mazili, sau străini săraci, nu însă și ai țăranilor cari se îndeletnicesc cu plugăria și păstoria”. În același sens, copii negustorilor sau ai meșteșugarilor erau admiși doar la cursul elementar de „învățare numai a gramaticii.” Vârsta minimă de admitere pentru elevii bursieri era de șapte ani cu condiția „ca să nu fie însă niște proști și leneși încât pe alții sârguitori să-i lenevească”.[12]
- programul de desfășurare a lecțiilor, timpul liber și reapusul duminical
- măsurile disciplinare, cu accent pe tactul pedagogic și concordanța dintre greșeală și pedeapsă: „Iar dacă vreunul din ei pare neorânduit și turburător al ordinii celorlalți, pe unul ca acesta să-l îndrepteze, nu însă cu injurii și cu biciul, ci cu mijloace atrăgătoare pe care pedagogia le arată, de la cele mai ușoare către cele mai grele înaintând.”[13]

## Educația în secolul al XIX-lea și începutul secolului al XX-lea
Această perioadă a fost marcată de organizarea educației în teritoriile care mai târziu urmau să formeze România Mare. Teritoriile aflate sub puterea habsburgică aveau un avantaj. La Blaj episcopul greco-catolic Petru Pavel Aron a deschis în anul 1754 „școala de obște”, prima școală sistematică în limba română, devenită la scurt timp unul dintre cele cinci gimnazii confesionale românești din Transilvania. Sub păstorirea episcopului unit Grigore Maior, prin decretul aulic din 12 decembrie 1781, s-a unificat seminarul înființat de vlădicul Petru Pavel Aron din mănăstirea „Buna Vestire”, cu cel din mănăstirea „Sfânta Treime”, formând Seminarul Teologic, devenit mai târziu Academia de Teologie din Blaj, existentă până în anul 1948. Facultatea de Teologie a Academiei din Blaj a fost singura instituție teologică greco-catolică de grad universitar din Provincia Mitropolitană de Alba Iulia și Făgăraș care acorda titlul de licențiat în teologie. La Sibiu a fost creată în 1786 o școală de teologie ortodoxă. Transilvania a avut o rețea de școli primare (inclusiv în sate mai mari) în urma Reformei Mariei Tereza - Ratio Educationis (1774, implementată din 1777)  și școli secundare (gimnaziale). Gheorghe Șincai, ca director al învățământului român unit (greco-catolic), a înființat peste 300 de școli confesionale. Alfabetizarea a fost mai mare în această regiune (Transilvania și Bucovina, pentru întreaga perioadă). Mulți din scriitorii români din această perioadă (cum ar fi Ioan Slavici, Mihai Eminescu, au studiat sau a debutat în această regiune). Această situație a durat până în 1867, când Principatul Transilvaniei a fost transferat la Ungaria în nou formatul Imperiu Austro-Ungar.
După transferarea dominației la Ungaria (ca parte a Imperiului Austro-Ungar), maghiara a devenit principala limba în administrație și învățământ. De-a lungul anilor 1870 și 1880 au fost înființate școli private cu limba de predare română, de cele mai multe ori  susținute de grupările culturale ale românilor, cum ar fi ASTRA), continuând să ofere educație în limba română în această perioadă.
În Țara Românească și Moldova, deși școlarizarea era disponibilă mai ales la orașe, în mod frecvent funcționând pe lângă biserici și mănăstiri, dezvoltarea sistemului de educație continuă cu organizarea primele cursuri de studii superioare in limba română. Astfel, în 1813, Gheorghe Asachi deschide la Iași prima școala de ingineri hotarnici, iar în 1818-1822, continuatoarele celor două academii domnești din București și Iași sunt desființate și înlocuite cu alte instituții de învățământ în limbă română: Colegiul Sfântul Sava, (unde Gheorghe Lazăr înființează prima școală superioară în limba română din Țara Românească, predând pentru prima dată filozofie în limba română la București) și  Academia Mihăileană. Ulterior, aceste instituții aveau să constituie bazele înființării primelor două universități moderne din Romania, Universitatea din Iași (1860) și Universitatea din București (1864).
În anul 1864 domnitorul Alexandru Ioan Cuza aprobă prima Lege a Instrucțiunii Publice, care reglementa de o manieră modernă, organizarea și funcționarea sistemului educațional. Conform legii, instrucțiunea publică se împărțea în trei mari cicluri de învățământ: primar, secundar și superior (Art. 2). Ciclul primar includea „școalele primare din comunele rurale și urbane” (Art. 3). Ciclul secundar includea „liceele, gimnaziale, seminariale, școalele reale, de bele-arte, profesionale și școalele secundare de fete”(Art. 4). Ciclul superior includea „facultățile de litere, de științe matematice și fizice, de drept, de medicină”(Art. 5).
În anul 1866 apare primul Regulament de ordine și disciplină pentru licee și gimnazii iar în 1870 regulamentul similar pentru școlile primare. Regulamentele au stabilit obligațiile și drepturile elevilor și profesorilor, normele de conduită în școală și în afara ei, sistemul de pedepse și recompense, etc. multe dintre acestea fiind preluate în reglementările ulterioare, unele ajungând până în zilele noastre.
Reformele ortografice din 1862 au permis un sistem unic de educație pentru tot teritoriul României. Anii 1880 au fost marcați de alte reforme, ministrul educației Spiru Haret creează unui ambițios program reformă și modernizare în învățământ. Programul lui  a fost un amestec de educație și de construire a națiunii - foarte reușit în alfabetizarea zonelor rurale. Programul lui a implicat deschiderea de nenumărate școli în zona rurală (uneori nu mai mult de o cameră cu un profesor, o tablă, o hartă și un steag), reorganizarea a ridicat și modernizat sistemul de învățământ și, practic  a creat învățământul superior tehnic românesc de la zero. Datorită reformelor duse de el în sistemul de învățământ, multe instituții de învățământ îi poartă numele și este chiar și astăzi asociat cu educația.
Sistemul de învățământ a fost, totuși, destul de limitat. Au existat foarte puține cadre didactice (media a fost de 82 de studenți la un profesor în 1908-09, în zonele rurale, și 56 în mediul urban), precum și ratele de abandon, chiar și în primii patru ani de școlarizare obligatorie au fost foarte mari (până la 30 % în 1910/11). Alfabetizare, în special în zonele rurale, a fost extrem de scăzută, fiind estimată la aproximativ 25-30% pentru mediul rural, de sex masculin și în jur de 80-85% pentru zona urbană, de sex masculin din aceeași cohortă (Hoivik, 1974, p.283) .

## Educația între 1918-1944

Rata alfabetizării în Romania interbelică (1930)

Două probleme trebuiau să fie depășite, după 1918 - în primul rând, integrarea a nu mai puțin de patru sisteme de învățământ diferite datorită uniri a celor patru provincii istorice Bucovina, Transilvania și Basarabia, și în al doilea rând, nevoia de industrializare și modernizare pe care societatea o întâmpină. Ministrul Constantin Angelescu a avut un rol esențial în modelarea inter-război a sistemului de învățământ din România. Modelul lui Spiru Haret a fost păstrat, iar, modelele sistemelor austriac și maghiar răspândite în Transilvania și Bucovina au fost eliminate. Până în 1941, au existat diferențe între tipul de educație primită de către copii de vârstă școlară în zonele rurale și urbane - fiecare au fost adaptate la nevoia de forță de muncă din zona respectivă. Diferențele puteau fi foarte mari, elevii din școlile rurale care se transferau în școlile urbane trebuiau să repete anumiți ani, pentru a se putea adapta sistemului educativ. Liceele de asemenea, au fost modernizate - învățământul clasic a fost simplificat într-o măsură (limbile moderne și limbile clasice au fost comasate în ceea ce a devenit programa de studii sociale), iar învățământul tehnic s-a îmbunătățit semnificativ pentru a furniza tehnicieni și muncitori pentru fabricile care au fost construite în toată țara.
Dictatura legionar-fascistă și al doilea război mondial au marcat sistemul educațional, mulți profesori universitari fiind uciși sau forțați să se pensioneze. Cu toate acestea, ocupația sovietică, a schimbat fundamental sistemul de învățământ românesc, rotind-o de la un sistem liberal, de inspirație franceză, la un sistem educațional de tip stalinist.

## Educația între 1945-1990
Această perioadă poate fi împărțită în trei perioade mai mici, bazate pe cele trei reforme ale învățământului. Prima dintre ele a fost reforma din 1948/1949, care în esență a instalat un sistem copie a sistemului educațional din  URSS, cea de-a doua a fost de reforma din 1958, care a liberalizat mai multe segmente ale sistemului de învățământ, precum și cel de-al treilea  din 1972, care din nou restricționa sistemul și readucea ideologia național-stalinistă în sistemul educațional. Această reformă urma modelul schimbărilor din societatea românească, după vizita lui Nicolae Ceaușescu din China și Coreea de Nord.
Prin decretul nr. 175 din 3 august 1948, în școlile din România a fost impus sistemul manualului unic. Sarcina întocmirii cărților de școală nu a revenit însă Ministerului Învățământului, ci Comisiei de Învățământ a Direcției de Agitație și Propagandă a Comitetului Central al P.M.R., condusă de Mihail Roller, care a elaborat manualele pentru ciclul elementar, cu durata de șapte ani. În prima fază, acestea au fost traduceri ale manualelor sovietice. Ulterior, s-a trecut la întocmirea lor în țară, păstrând spiritul celor dintâi.
În perioada 1949-1958 întregul sistem educațional a fost sub controlul Partidului Comunist Român, sprijinit de Uniunea Sovietică. Educația a fost considerată de către guvernul comunist, ca un instrument important de a controla oamenii și de a crea "omul nou". Reformele din 1949 au fost esențiale în distrugerea sistemului vechi și crearea unei noi versiuni. În primul rând, un număr mare de educatori și profesori au fost arestați sau uciși, iar cei mai puțini calificați, dar cadre ascultătoare de partid le-au luat locul. Clasică divizare între liceele tehnice, clasice și școlile profesionale au fost eliminate complet - școlile au fost segmentate pe trei niveluri (grupuri școlare, școli și universități de mijloc), care ofereau o educație identica la toată lumea. Cele mai multe universități au fost retrogradate la nivelul de institute tehnice. Toate școlile private și religioase au fost închise și au fost preluate de către stat (care le-au limitat sever). Noi materii au fost introduse - rusa a devenit obligatorie la toate nivelurile, iar franceza a fost eliminată. Ateismul științific a luat locul religiei, iar materia despre studiul sovietic a devenit foarte răspândită. Cele mai multe științe sociale au fost suprimate complet, sau comasate - sociologia a fost aproape interzisă, psihologia, dreptul și filozofia au fost reformate pe baza dogmei staliniste. Cenzura a devenit foarte răspândită - mulți autori clasici fiind interziși pe loc, iar proletariatul și realismul socialist au devenit normă în artă, știință și educație. Școala obligatorie a crescut la 7 ani. Partidul Comunist Român s-a implicat în procesul educațional prin crearea de organizații în interiorul școlilor (ca de exemplu Pionierii și Uniunea de Muncă pentru Tineret). 
Cu toate acestea, au existat unele realizări - unul, tipic pentru regimurile totalitare, alfabetizarea în masă, fiind realizate campanii de educație pentru adulți (alfabetizarea a sărit la peste 90% în această perioadă) precum și apariția (reintroducerea) educației în limbile minorităților (în special în limba maghiară).
În ultimi ani ai comunismului, s-a introdus sistemul de treapta, între clasele a 10 a și a 11 a, treapta care reprezenta un examen la materiile de bază din clasele a 9 a și a 10. Odată cu aceasta treaptă, s-a introdus și obligativitatea celor 12 clase, obligativitate care a fost anulată odată cu revoluția din 1989.

## Educația după 1990
Încă de la Revoluția română din 1989, sistemul de învățământ românesc a fost într-un continuu proces de reorganizare care a fost atât lăudat cât și criticat.  În conformitate cu legea Legea Educației Naționale nr.1/2011, sistemul educativ românesc este reglementat de către Ministerul Educației, Cercetării și Inovării (MECI). Fiecare nivel are propria sa formă de organizare și este subiectul legislației în vigoare. Grădinița este opțională între 3 și 6 ani. Școlarizarea începe la vârsta de 6 ani și este obligatorie până în clasa a 10-a (de obicei, care corespunde cu vârsta de 16 sau 17).  Învățământul primar și secundar este împărțit în 12 sau 13 clase. Învățământul superior se conformează legislației europene privitoare la învățământul superior. Sistemul oferă următoarele diplome: de absolvire (absolvirea școlii generale, fără examen), Bacalaureat (absolvirea liceului, după examenul de Bacalaureat), licență (absolvirea a Universității, după un examen și/sau predarea tezei de licență), Master (predarea dizertației și, în unele cazuri, susținerea unui examen), Doctorat (doctor, în urma predării unei teze).
Primii patru ani sunt predați de către un singur profesor (învățător), pentru majoritatea elevilor. Alte cadre didactice sunt folosite numai pentru câteva discipline de specialitate (de limbi Străine, informatică, etc.). Cursurile sunt reconfigurate la sfârșitul clasei a parta. Începând cu clasa a 5-a, elevii au profesori diferiți și specializați pentru fiecare materie. În plus, fiecare clasă are un profesor desemnat pentru a fi îndrumătorul clasei (diriginte). Studiile liceale sunt de patru ani, doi obligatorii (a 9-a și a 10-a ), doi neobligatorii (a 11-a și a 12-a). Nu există examene între clasa a 10-a și a 11-a. Sistemul național de învățământ superior este structurat pe 3 niveluri de studii universitare: studii universitare de licență, de masterat și doctorat.
În 2004, aproximativ 4.4 milioane de persoane erau înscrise la școală. Dintre acestea, 650.000 de copii la grădiniță, 3.11 milioane (14% din populație) în învățământul primar și secundar și 650.000 (3% din populație) la nivel terțiar. În 2011, rata analfabetismului adulților români a fost de 1,36%. În 2004 raportul combinat brut de înscriere în sistemul educațional primar, secundar și terțiar a fost de 75% (a 52-a din întreaga lume).
Asociația Ad Astra a cercetătorilor români a publicat ediția din 2007 a topului universităților din România. Acest top, aflat la a 3-a ediție, cuprinde un clasament general, respectiv un clasament pe domenii științifice, care reflectă pregătirea și performanța științifică a cadrelor didactice ale universităților. Clasamentele sunt realizate pe baza articolelor științifice publicate de personalul universităților în reviste științifice recunoscute pe plan internațional. În clasamentul general, pe primele locuri se situează Universitatea Alexandru Ioan Cuza din Iași (locul 1), Universitatea Babeș-Bolyai din Cluj (locul 2) și Universitatea din București (locul 3). Comparativ cu țările UE, competitivitatea forței de muncă din România din punct de vedere al educației și competențelor (abilităților) este încă redusă. În cadrul PISA, aproximativ 70% din elevii de 15 ani din România au avut performanțe situate sub nivelul cerut pentru un loc de muncă modern, față de 37% din elevii de 15 ani din Uniunea Europeană. Nivelul indicatorilor privind educația în România este scăzut comparativ cu al celor din UE.